# The Dave Days Show
Albums de Dave Days
Get Out Of My Head Miley
The Dave Days Show est le premier album de l'auteur-compositeur-interprète américain Dave Days.

## Titres
| No  | Titre                         | Durée |
| --- | ----------------------------- | ----- |
| 1.  | My YouTube Song               | 2:20  |
| 2.  | Love Story                    | 3:22  |
| 3.  | Miley I Can't Wait To See You | 3:09  |
| 4.  | 7 Things                      | 3:01  |
| 5.  | Burnin' Up Miley              | 2:07  |
| 6.  | Lollipop                      | 3:22  |
| 7.  | The Nice Kitty Song           | 2:27  |
| 8.  | I've Got A Crush On Hillary   | 2:30  |
| 9.  | Katie's Song                  | 1:40  |
| 10. | 8 Years Apart                 | 2:49  |
| 11. | No One                        | 3:58  |
| 12. | My LisaNova Song              | 1:36  |
| 13. | Chocolate Rain                | 1:22  |
| 14. | Youtube Celeb Diss            | 2:43  |
| 15. | My DaxFlame Song              | 2:03  |
| 16. | If I Were A Girl              | 2:55  |
| 17. | Tube It                       | 1:31  |
| 18. | You Are A Pervert!            | 1:54  |
| 19. | East To West (CD-Only Bonus)  |       |

## Singles
- Love Story
- 7 Things
- No One
- If I Were A Girl